# Brevitubus ailan
Espèce
Synonymes
- Otacilia ailan Liu, Xu, Xiao, Yin & Peng, 2019

Brevitubus ailan est une espèce d'araignées aranéomorphes de la famille des Phrurolithidae.

## Distribution
Cette espèce est endémique du Hunan en Chine,. Elle se rencontre dans le xian de Yizhang.

## Description
La femelle holotype mesure 3,95 mm.
Le mâle décrit par Mu et Zhang en 2023 mesure 3,41 mm.

## Systématique et taxinomie
Cette espèce a été décrite sous le protonyme Otacilia ailan par Liu, Xu, Xiao, Yin et Peng en 2019. Elle est placée dans le genre Brevitubus par Zhu, Liao, Yin et Xu en 2025.

## Étymologie
Cette espèce est nommée en l'honneur d'Ai-lan He.

## Publication originale
- Liu, Xu, Xiao, Yin & Peng, 2019 : « Six new species of Otacilia from southern China (Araneae: Phrurolithidae). » Zootaxa, no 4585(3), p. 438-458.